# Bedfordshire South (circonscription du Parlement européen)
Bedfordshire South était une circonscription du Parlement européen située au Royaume-Uni, élisant un membre du Parlement européen selon le système électoral système uninominal majoritaire à un tour. Créé en 1984 à partir de parties du Bedfordshire et du Northamptonshire, il a été aboli en 1994 et remplacé par le Bedfordshire and Milton Keynes.

## Limites
Lors de sa création en 1984, il se composait des circonscriptions parlementaires de Luton South, Milton Keynes, North Hertfordshire, Luton North, South West Bedfordshire, Stevenage et West Hertfordshire.
Lorsqu'il a été aboli en 1994, les circonscriptions parlementaires de Luton South, Luton North, South West Bedfordshire et les nouveaux sièges de Milton Keynes South West et North East Milton Keynes sont devenus une partie de la circonscription de Bedfordshire and Milton Keynes, tandis que North Hertfordshire et West Hertfordshire ont été transférés à Hertfordshire et Stevenage a été transféré à Essex West and Hertfordshire East.

## Membre du Parlement européen
| Élection                                                  | Élection | Membre                                                                                            | Parti                                                                                             |                                                                                                   |
| --------------------------------------------------------- | -------- | ------------------------------------------------------------------------------------------------- | ------------------------------------------------------------------------------------------------- | ------------------------------------------------------------------------------------------------- |
| Bedfordshire et une partie du Northamptonshire avant 1984 |          |                                                                                                   |                                                                                                   |                                                                                                   |
|                                                           | 1984     | Peter Beazley                                                                                     | Conservateur                                                                                      |                                                                                                   |
| 1994                                                      | 1994     | circonscription abolie, voir Bedfordshire and Milton Keynes, Hertfordshire et Essex W and Herts E | circonscription abolie, voir Bedfordshire and Milton Keynes, Hertfordshire et Essex W and Herts E | circonscription abolie, voir Bedfordshire and Milton Keynes, Hertfordshire et Essex W and Herts E |

## Résultats des élections
Les candidats élus sont indiqués en gras.
| Parti         | Parti                                  | Candidat             | Voix    | %    | ± |
| ------------- | -------------------------------------- | -------------------- | ------- | ---- | - |
|               | Conservateur                           | Peter George Beazley | 72,088  | 43,5 | ' |
|               | Travailliste                           | W Cochrane           | 57,106  | 34,5 |   |
|               | Liberal                                | P A Dixon            | 36,444  | 22,0 |   |
| Majorité      | Majorité                               | Majorité             | 14,982  | 9,0  |   |
| Participation | Participation                          | Participation        | 165,638 | 31,6 |   |
|               | Conservateur vainqueur (nouveau siège) |                      |         |      |   |

| Parti         | Parti                | Candidat             | Voix    | %    | ±     |
| ------------- | -------------------- | -------------------- | ------- | ---- | ----- |
|               | Conservateur         | Peter George Beazley | 73,406  | 38,6 | −4.9  |
|               | Travailliste         | T McWalter           | 70,429  | 37,0 | +2.5  |
|               | Green                | D G Everett          | 34,508  | 18,1 | New   |
|               | SLD                  | W M Johnston         | 8,748   | 4,6  | −17.4 |
|               | SDP                  | R Muller             | 3,067   | 1,6  | New   |
| Majorité      | Majorité             | Majorité             | 2,977   | 1,6  | -7.4  |
| Participation | Participation        | Participation        | 190,158 | 33,8 | +2.2  |
|               | Conservateur retenir | Conservateur retenir | Swing   | −3.7 |       |